# Domahovo
Domahovo es una localidad de Croacia situada en el municipio de Veliko Trgovišće, en el condado de Krapina-Zagorje. Según el censo de 2021, tiene una población de 295 habitantes.